# Čelinac
Čelinac (en serbe cyrillique : Челинац) est une ville et une municipalité de Bosnie-Herzégovine située dans la république serbe de Bosnie. Selon les premiers résultats du recensement bosnien de 2013, la ville intra muros compte 5 802 habitants et la municipalité 16 874.
Le monastère de Stuplje, qui dépend l'Église orthodoxe serbe, est situé dans la municipalité.

## Géographie
Čelinac est située dans la vallée de la rivière Vrbanja, à environ 12 km au sud-est de Banja Luka. La région est principalement vallonnée et boisée. Au sud de la municipalité se trouve le mont Uzlomac, qui culmine à 759 m. La rivière Jošavka, un affluent de la Vrbanja, coule dans la région.

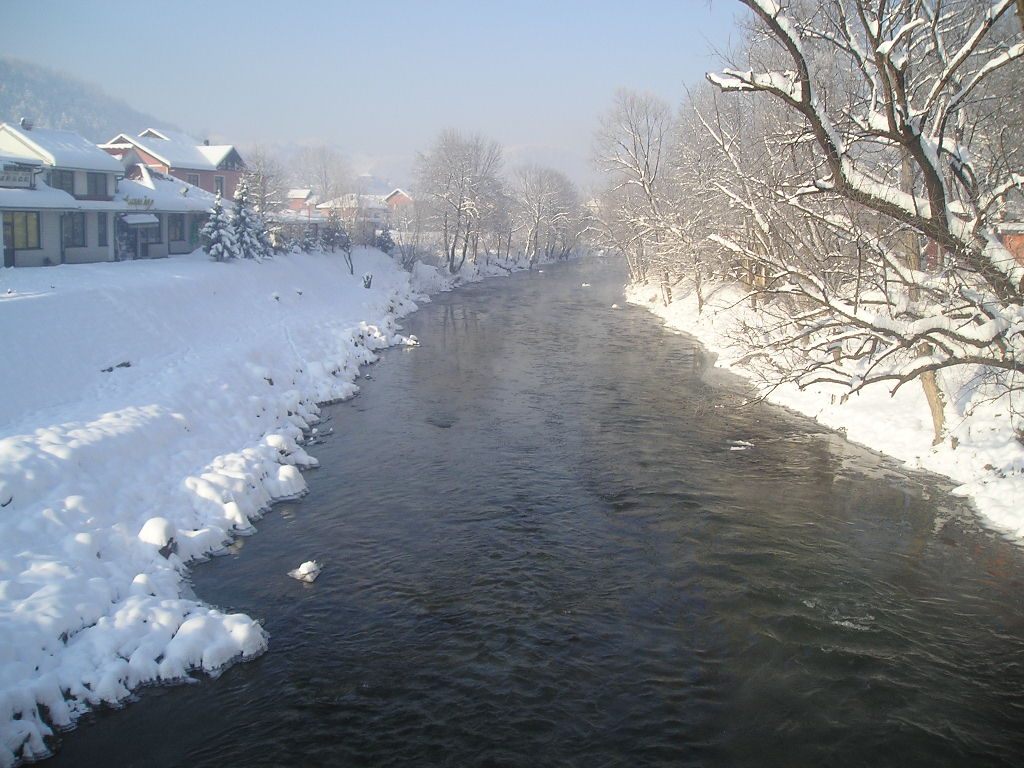
La rivière Vrbanja à Čelinac

La municipalité de Čelinac est entourée par celles de Banja Luka, Kneževo, Kotor Varoš, Laktaši, Prnjavor et Teslić.

## Histoire
Sur le territoire de la municipalité se trouvent quelques vestiges de villages illyriens. De son côté, la ville de Čelinac s'est surtout développée à la fin du XVIe siècle.

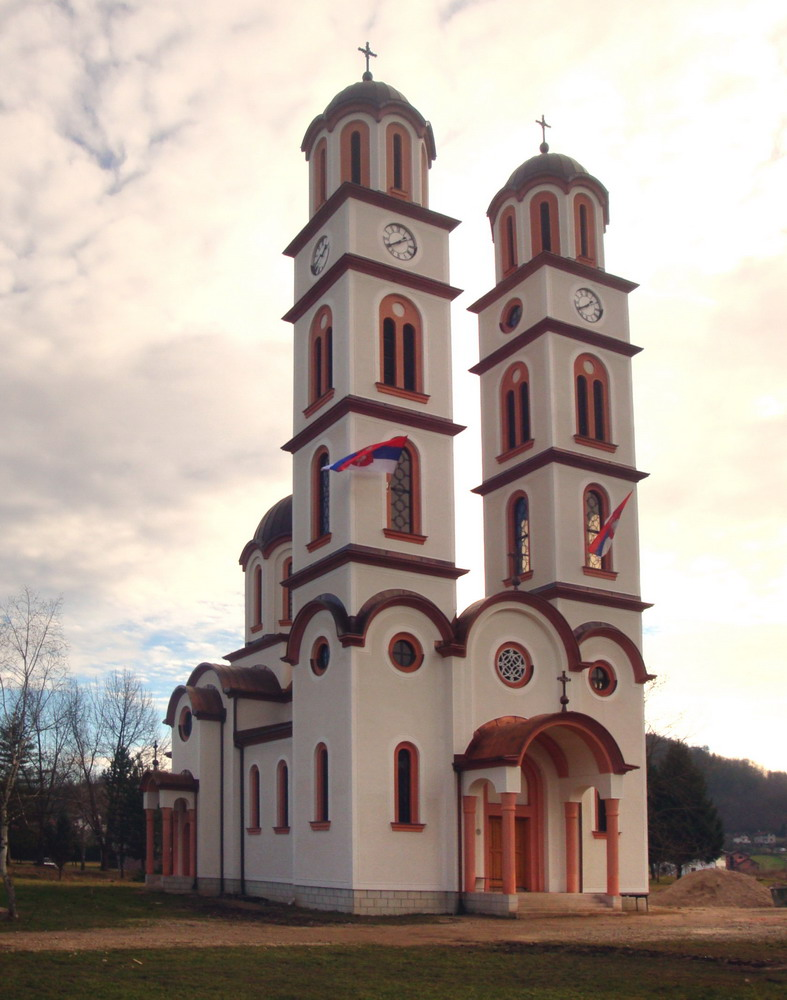
L'église Saint-Gabriel de Čelinac

## Localités

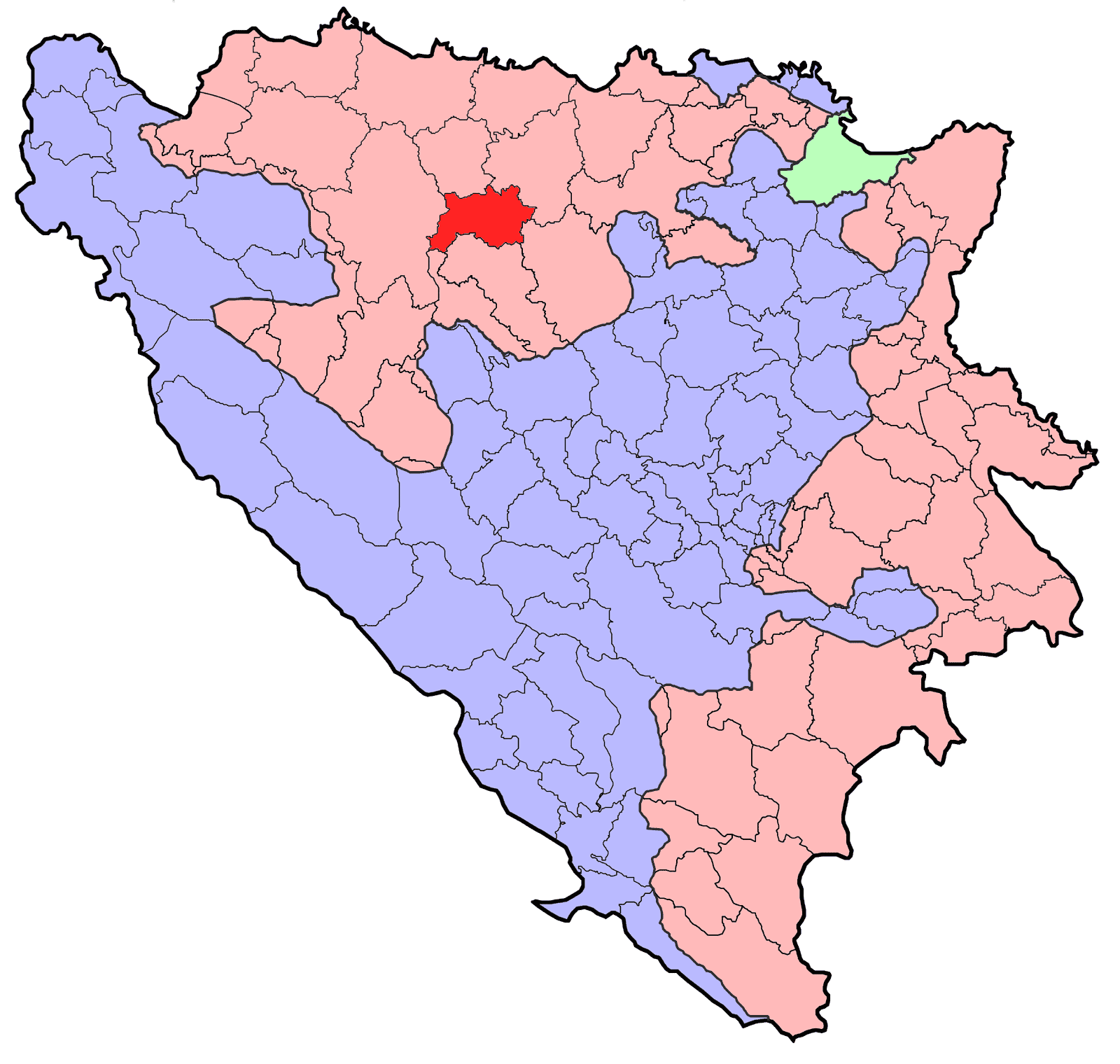
Localisation de la municipalité de Čelinac en Bosnie-Herzégovine

La municipalité de Čelinac compte 30 localités :
| - Balte - Basići - Branešci Donji - Branešci Gornji - Brezičani - Crni Vrh - Čelinac - Čelinac Gornji - Dubrava Nova - Dubrava Stara | - Grabovac - Jošavka Donja - Jošavka Gornja - Kablovi - Kamenica - Lađevci - Lipovac - Markovac - Mehovci - Memići | - Miloševo - Opsječko - Popovac - Skatavica - Šahinovići - Šnjegotina Donja - Šnjegotina Srednja - Šnjegotina Velika - Štrbe - Vijačani Gornji |

## Démographie

### Villeintra muros

#### Évolution historique de la population dans la villeintra muros
| 1948 | 1953 | 1961 | 1971  | 1981  | 1991  | 2013  |
| ---- | ---- | ---- | ----- | ----- | ----- | ----- |
| -    | -    | -    | 1 321 | 3 136 | 4 857 | 5 802 |

|  |

### Municipalité

#### Évolution historique de la population dans la municipalité
| 1971   | 1981   | 1991   | 2013   |
| ------ | ------ | ------ | ------ |
| 17 430 | 18 354 | 18 713 | 16 874 |

#### Répartition de la population par nationalités dans la municipalité (1991)
En 1991, sur un total de 18 713 habitants, la population se répartissait de la manière suivante :

## Politique

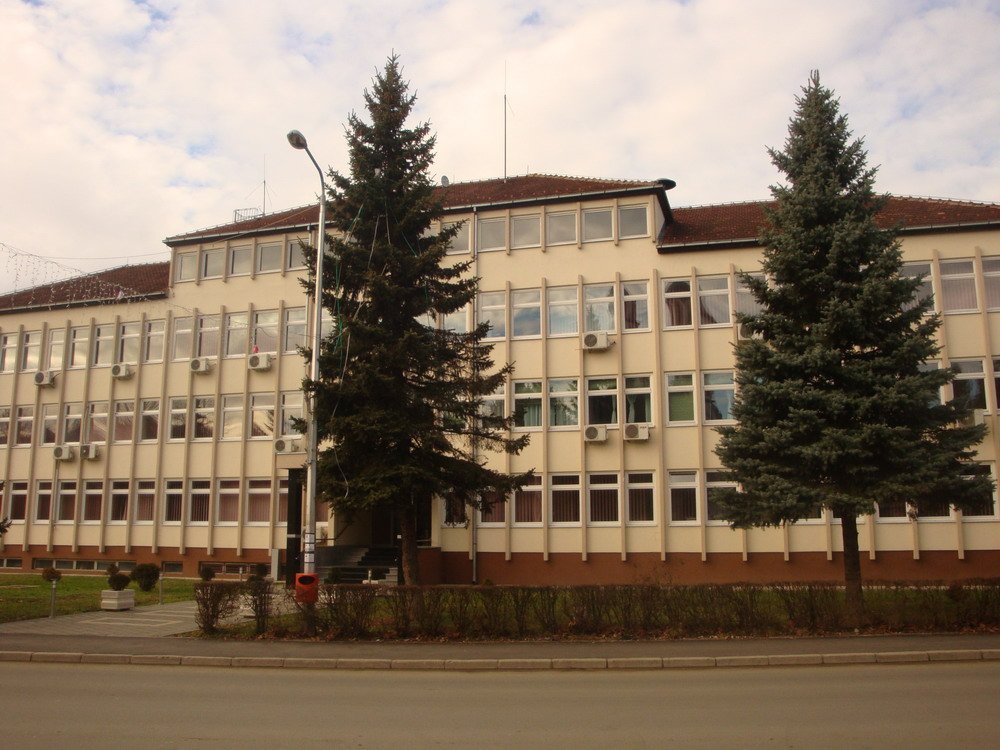
Le siège de la municipalité de Čelinac

À la suite des élections locales de 2012, les 23 sièges de l'assemblée municipale se répartissaient de la manière suivante, :
| Parti                                                         | Sièges |
| ------------------------------------------------------------- | ------ |
| Alliance des sociaux-démocrates indépendants (SNSD)           | 6      |
| Parti démocratique serbe (SDS)                                | 5      |
| Alliance démocratique nationale (DNS)                         | 4      |
| Parti socialiste (SP)                                         | 2      |
| Parti démocratique national (DNS)                             | 2      |
| Parti du progrès démocratique (PDP)                           | 2      |
| Parti démocratique (DP)                                       | 1      |
| Parti radical serbe de la république serbe de Bosnie (SRS RS) | 1      |

Momčilo Zeljković, membre de l'Alliance des sociaux-démocrates indépendants (SNSD), a été élu maire de la municipalité,.

## Tourisme

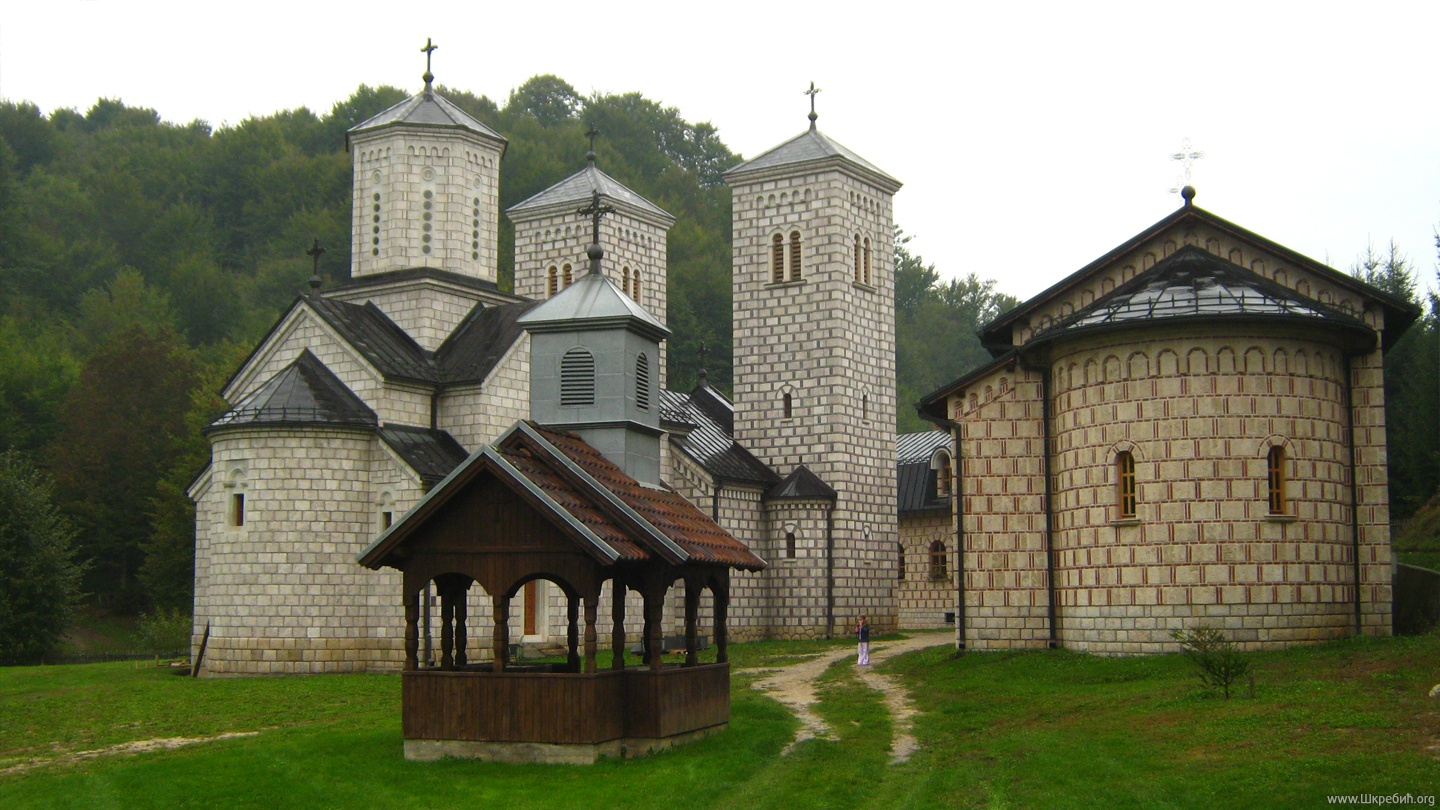
Le monastère de Stuplje
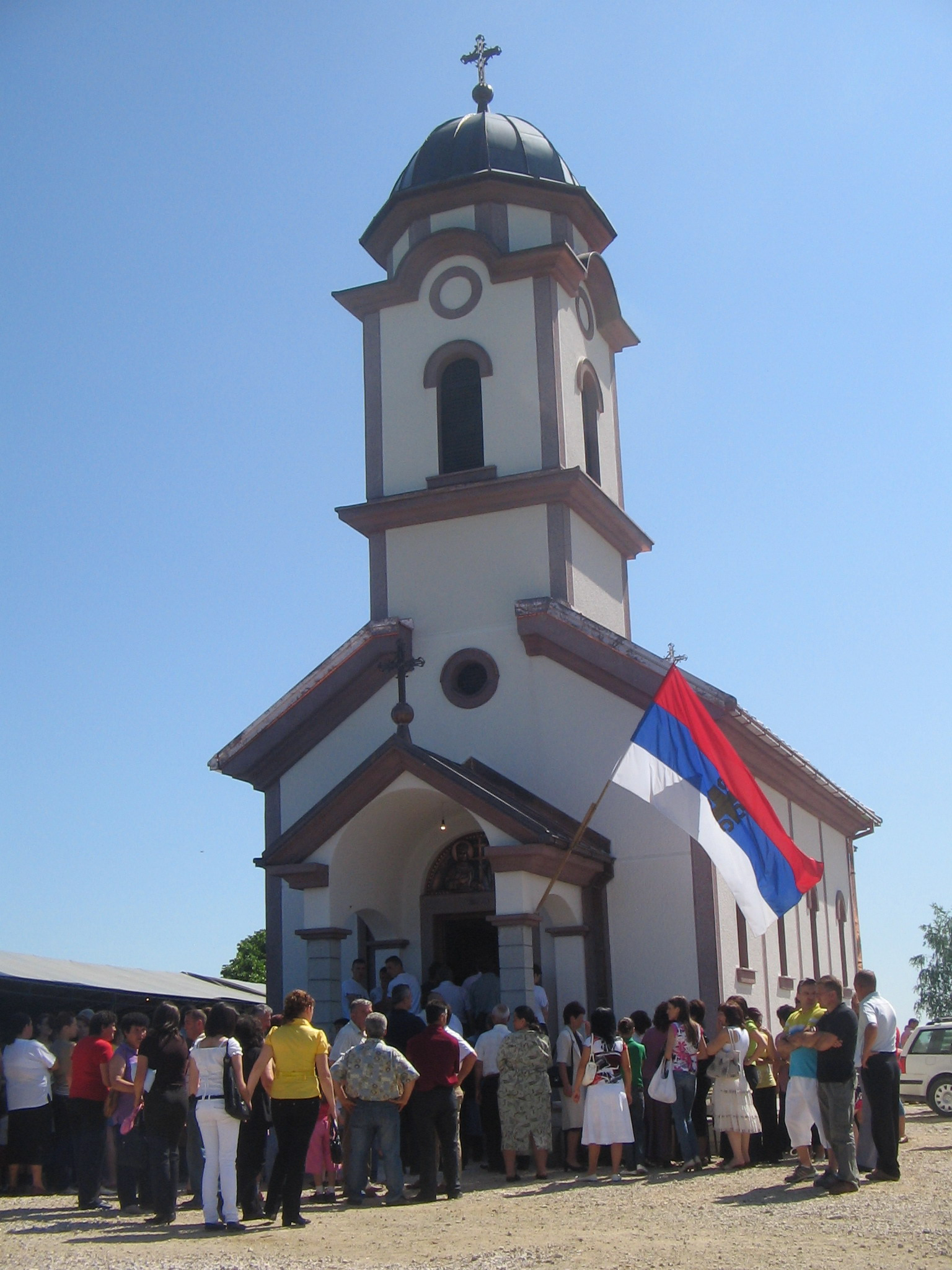
L'église Saint-Constantin-et-Sainte-Hélène de Lađevci
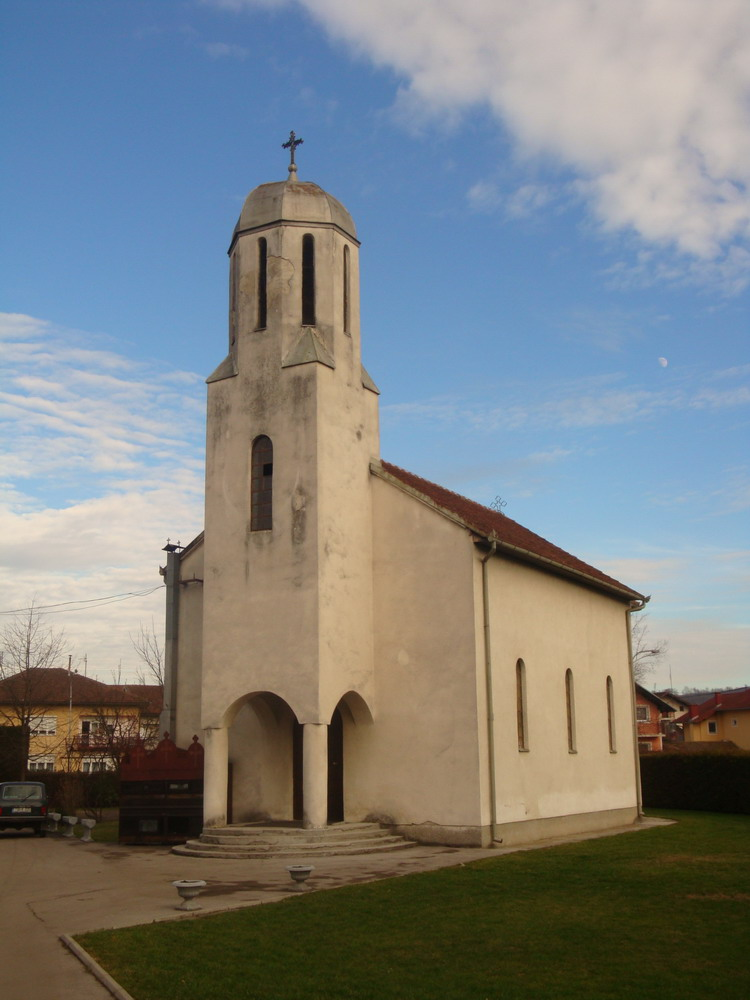
L'église de la Présentation-du-Christ-au-Temple de Čelinac

## Personnalités
- Rajko Kuzmanović (né en 1931), président de l'Académie des sciences et des arts de la République serbe et président de la république serbe de Bosnie
- Željko Blagojević, utra-marathonien serbe
- Radoslav Brđanin, ingénieur et homme politique serbe